# マイケル・ジョーンズ (ラグビー選手)
マイケル・ジョーンズ（Sir Michael Niko Jones、KNZM、1965年4月8日 - ）は、ニュージーランド・オークランド出身の元ラグビー選手。ラグビー指導者。ポジションは、ナンバー8、フランカー。愛称は「アイスマン」。

## 来歴
ラグビー選手
卓越したラグビー技術と恵まれた身体能力からオープンサイドフランカーとして活躍した選手。スーパー12・オークランド・ブルース（現在のスーパーラグビー・ブルース）、オークランド州代表で選手生活を過ごす。
冷静な戦況判断、集中力、卓越した技術、攻守に渡るチームへの貢献、メディアに対する紳士的な姿に、元オールブラックス・ヘッドコーチジョン・ハートは「ラグビー選手として完璧」と称賛した。
1987年から1998年までラグビーニュージーランド代表オールブラックスに選出され、オールブラックスメンバーとして74試合に出場（そのうちテストマッチ55キャップ）、16トライ（そのうちテストマッチ13トライ56ポイント）をあげる。オールブラックスデビューは、1987年5月22日の対イタリア戦。1987年ワールドカップ、1991年ワールドカップに出場。
引退後
1999年に選手生活から引退。2003年にはラグビー殿堂入りを果たす。サモア人の母を持つ縁でサモア代表ヘッドコーチを務めた（2004年から2006年まで）。

## 人物
元オークランド大学講師。オークランド大学で3つの学位（文学士、都市設計学士、文学修士）を取得。「ラグビーも大切だが学問はもっと大切」とラグビーに勤しむ学生へ学問の重要性を助言している。
キリスト教の信仰心を強くもつ人物として有名。キリスト教の安息日を大切にする。日曜開催のラグビーの試合へは出場を拒否する。1991年のラグビー・ワールドカップ決勝トーナメントを含め、実際に日曜開催試合を欠場している。
沈着冷静なプレイスタイルから「アイスマン（冷静な男）」と呼ばれた。また怪我が多く、試合後に氷を用いた治療にあたる姿から「アイスマン（氷の男）」と呼ばれ多くのファンに親しまれた。
現役引退後は就学率が低く中退率の高い太平洋諸島出身者やマオリ族出身者の修学支援に参加しており、ニュージーランド発となる太平洋諸島出身者の修学支援を行う「パシフィック・アドバンス高等学校」の設置に尽力した。この功績が評価され、2017年6月にナイトの勲位を授与され、"SIR"（サー）の称号を得る。